# Troubridge Hill
Troubridge Hill är en kulle i Australien. Den ligger i kommunen Yorke Peninsula och delstaten South Australia, omkring 91 kilometer väster om delstatshuvudstaden Adelaide. Toppen på Troubridge Hill är 26 meter över havet, eller 14 meter över den omgivande terrängen. Bredden vid basen är 0,49 km.
Trakten är glest befolkad. Närmaste större samhälle är Yorketown, omkring 17 kilometer norr om Troubridge Hill.